# 胡斐 (正德進士)
胡斐（15世紀—16世紀），字時章，浙江金華府湯溪縣青陽鄉人，明朝政治人物。

## 生平
胡斐是弘治十四年（1501年）浙江鄉試舉人，正德九年（1514年）成進士，獲授江夏知縣，在衙門門外設鐘，讓人民可以擊鐘鳴冤，判斷案件迅速。有將領帶兵征洞苗，經過江夏時向他索求糧草，意在為難他，他卻立刻辦理，令對方慚愧。
之後胡斐因父母去世回鄉，服闕後起用為進賢知縣，於該處興學勸課、釋冤賑窮，聲譽更勝於在江夏時，陞刑部主事後以勞累於任內去世。他為人清修，死後無嗣，人們都為他可惜；姪子胡嘉會從父親到山東，他遇上後負責養育對方，後胡嘉會以歲貢任職山陽訓導。

## 引用
1. 1 2  同治《應山縣志·卷二十五·鄉賢》：胡斐，字時章，青陽人，正德甲戌進士，授江夏知縣，設鐘門外，令有冤者擊之，判斷若流，庭無留牘。有閫帥提重兵往征洞苗，經其邑索芻糧欲以難斐，斐立辦，閫帥愧詘。丁內艱，起補進賢縣，興學勸課、釋冤賑窮，聲稱視江夏有加焉，陞刑部主事，以勞卒於官。斐為人清修鯁介，既卒無嗣，時論惜之；有姪嘉會嘗從父客山東，斐遇之攜歸養育成材，後以歲貢官山陽訓導。 前志宦績
2. ↑  民國《湯溪縣志·卷九·選舉》：宏治十四年辛酉科（舉人）……胡斐 見進士